# Ангелешть (Джурджу)
Ангелешть, Ангелешті (рум. Anghelești) — село у повіті Джурджу в Румунії. Входить до складу комуни Букшань.
Село розташоване на відстані 37 км на захід від Бухареста, 55 км на північний захід від Джурджу, 145 км на схід від Крайови, 146 км на південь від Брашова.

## Населення
За даними перепису населення 2002 року у селі проживали 158 осіб, з них 157 осіб (99,4%) румунів. Рідною мовою 157 осіб (99,4%) назвали румунську.